# Sitticus avocator
Sitticus avocator är en spindelart som först beskrevs av Pickard-Cambridge O. 1885.  Sitticus avocator ingår i släktet Sitticus och familjen hoppspindlar. Enligt den finländska rödlistan är arten nära hotad i Finland. Artens livsmiljö är sandstränder vid Östersjön. Inga underarter finns listade i Catalogue of Life.